# Чеховедение
Чеховедение — отрасль мирового литературоведения, занимающаяся изучением жизни и творчества русского писателя и драматурга А. П. Чехова.

## Влияние

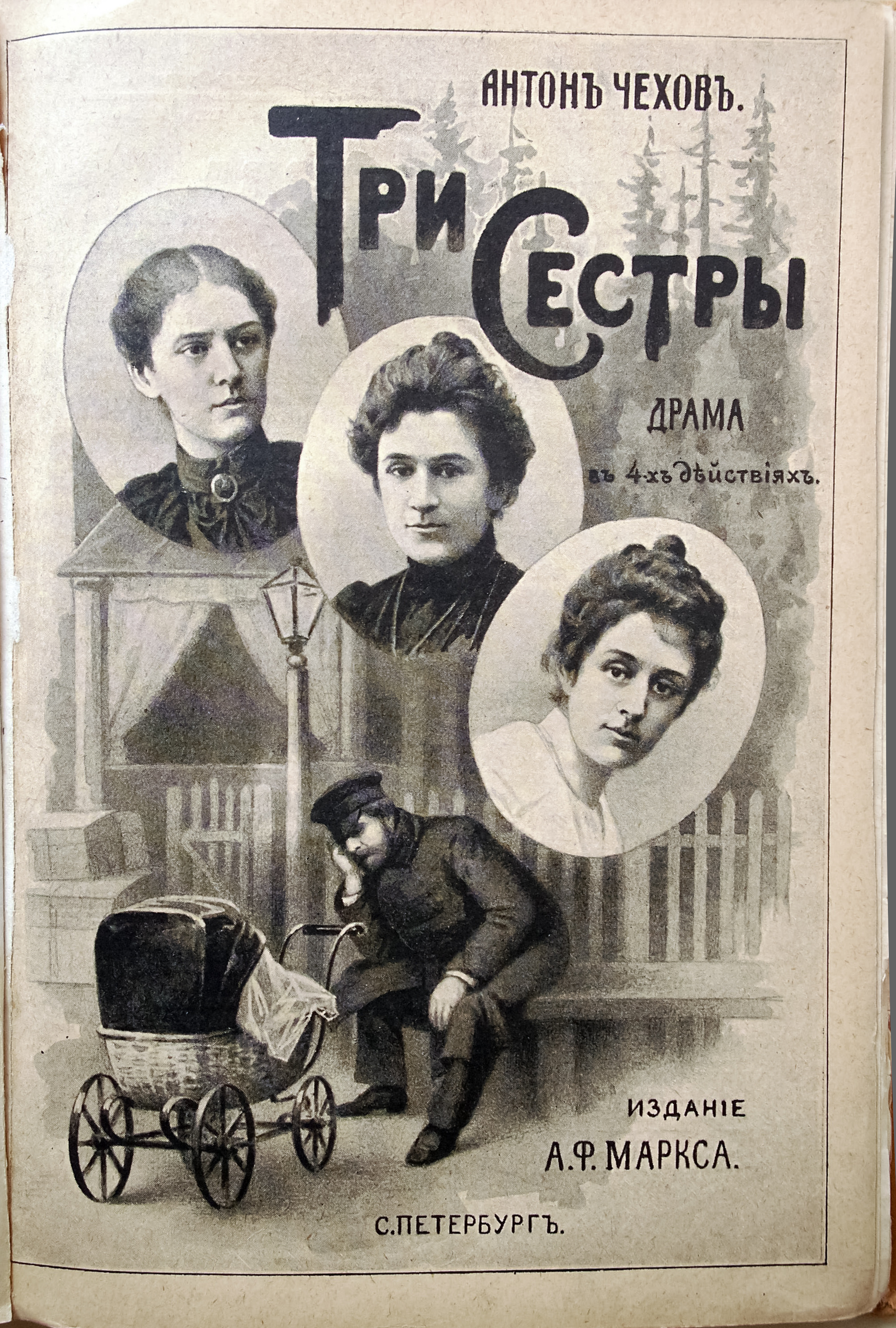
Обложка издания пьесы «Три сестры» (1901) с портретами первых исполнительниц в Художественном театре

Влияние творчества писателя А. П. Чехова распространяется на литературу и театр. Чехов относится к наиболее значительным в мире драматургам и писателям. В театре он показал, что можно достигнуть путём работы с характеристиками персонажей, языком и жанром. Произведения Чехова повлияли на многих писателей, в том числе на Бернарда Шоу, Кэтрин Мэнсфилд, Надин Гордимер и др. Творчество Чехова было одним из главных «литературных ориентиров» для южноафриканских писателей Льюис Нкоси, Блок Модисане и др. Афоризмы Чехова широко используются в русском языке.
Пьесы Чехова оказали большое влияние на развитие театра. Он создал наиболее почитаемые пьесы в европейской литературе («Чайка», «Три сестры», «Вишневый сад» и др.) и оказал влияние на европейский, американский, японский, турецкий, болгарский, китайский театр, театры стран Тропической и Южной Африки. Китайский писатель, ученый и общественный деятель, Го Можо, писал: «Чехов пользуется на Востоке огромной любовью. Своеобразная манера письма Чехова оказалась на редкость близкой вкусам нашего читателя: ибо хотя Чехов стихов не писал, все же он — подлинный поэт, рассказы и пьесы его — поэзия. Влияние Чехова на новую литературу и искусство Китая поистине огромно…». А. П. Чехов создал свои новые принципы драматического языка, при которых на сцене отображается жизнь с её текучим потоком, со всеми её основными и маловажными проявлениями. В пьесах «Чайка» (1897), «Три сестры» (1901), «Вишнёвый сад» (1904) действующие лица ведут разговоры о мелочах, играют и при этом решают философские и общественные вопросы.
Во многих африканских странах с творчеством Чехова знакомы даже неграмотные люди. Заслуга в этом принадлежит самодеятельным и профессиональным театральным труппам, дающим спектакли в окрестных городах и деревнях. Из чеховских пьес в африканских театрах в основном ставятся «Медведь» и «Предложение». В них Чехов выявил черты характера, свойственные людям разных национальностей.
Многие из афоризмов писателя вошли в русский язык: «Краткость — сестра таланта», «Если в первом акте на сцене висит ружье, то в последнем оно должно выстрелить», «Этого не может быть, потому что не может быть никогда» — из чеховского рассказа «Письмо к ученому соседу» и др..

## Издания
В 1899—1901 годах выходило первое издание собрания сочинений А. П. Чехова в 10 томах. Следующее прижизненное издание сочинений Чехова под заглавием «Полное собрание сочинений» Адольф Фёдорович Маркс издал в 1903 году, как приложение к журналу «Нива». Тираж собрания составил 235 000 экземпляров. Первое советское собрание Чехова появилось в 1918 году. Наркомпрос РСФСР, постановлением от 18 января 1923 года, объявил государственную монополию на издания произведений А. П. Чехова. В дальнейшем собрания сочинений писателя в 12 томах выходили в 1944, 1964 и 2015 годах. Полное собрание сочинений и писем в 30 томах издано 1974 году. На конец XX века книги писателя издавались в России 1913 раз общим тиражом 202 709 000 экземпляров на 99 языках народов мира. Издавались собрания сочинений писателя и за рубежом. При жизни Чехова, его произведения переводились на многие европейские языки, включая английский, болгарский, венгерский, немецкий, сербскохорватский, чешский и др. языки. В 1920-х годах в Англии вышло в свет тринадцатитомное собрание «Рассказы Чехова» в переводе Констанс Гарнетт. Для африканских стран в СССР издавались чеховские рассказы на языках: амхарский, суахили, хауса.
Обширна изданная литература о Чехове. Только о творчестве Чехова в Англии и США издано книг свыше двухсот названий.
В 2011 году в России издана Чеховская энциклопедия. В её подготовке принимали участие чеховеды: Александр Павлович Чудаков, В. Б. Катаев, И. Е. Гитович, Н. Капустин, Р. Лапушин, И. Ничипоров, А. Собенников, А. Степанов, И. Сухих, С. Тихомиров, В. Звиняцковский и др. В книге приведена биография писателя, сделан разбор многих его произведений.
С 1997 года по настоящее время Чеховская комиссия при научном совете «История мировой культуры» Российской академии наук осуществляет издание (дважды в год) информационно-библиографического сборника «Чеховский вестник», в котором представлены рецензии на новые книги о Чехове, спектакли, обзоры конференций и выставок, а также библиография статей и книг о Чехове, в том числе иностранная.

## Наука
Издания произведений Чехова в разных странах, постановки его спектаклей способствовали росту известности писателя. Возникла необходимость в изучении, толковании, разборе и критике его произведений. Первые анализы, разборки произведений давались в рецензиях на произведения писателя после выхода их в свет. Многие произведения имели разнонаправленные отзывы. Иван Алексеевич Бунин в статье «Воспоминания о Чехове» писал о том, что признаком настоящего искусства является возможность по-разному его интерпретировать, при этом каждое новое поколение находит в одном и том же произведении созвучные мотивы. Сам же он в эмиграции критиковал произведения Чехова, называл пьесу «Вишневый сад» самым плохим произведением писателя. Отзывы искусствоведа А. В. Луначарского о творчестве Чехова были положительными. Ценность писателя Луначарский видел в том, что он дал описания безобразной жизни, однако, по его мнению, у Чехова «каждая фраза строится так, что, когда вы её прочтете как следует, она кажется настоящим маленьким стихотворением в прозе». О Чехове в свое время писали литературовед Ю. Соболев («Чехов в наши дни», 1924), журналист М. Кольцов («Чехов без грима», 1928), С. Д. Кржижановский, А. Б. Дерман, А. И. Роскин и др. О чеховской поэтике писали М. А. Рыбникова, А. А. Белкин, А. П. Чудаков («Поэтика Чехова», М., 1971) и др.
Рассказы и пьесы Чехова оказали большое воздействие на современную английскую литературу. С 1920 года его пьесы с успехом шли на сценах лондонских театров. В 1891 году в Англии в книжном обозрении «Review of Reviews» была дана оценка творчества Чехова. Автором обозрения был Е. Дж. Диллон. О Чехове в то время судили, как о мрачном писателе. При знакомстве с чеховской прозой и драматургией это мнение у английских критиков постепенно находило все меньше сторонников. Поклонников творчество писателя нашло в английской группе Блумсбери. Ядро группы составили писатели, критики и искусствоведы, объединившиеся вокруг романистки Вирджинии Вулф. В этой группе царил культ Чехова, а его творчество представлялось воплощением их принципов.
В Лондоне в 1923 году была издана первая английская книга о творчестве писателя — «Антон Чехов. Критическое исследование». Её автор, Уильям Джерхарди, оценивал произведения Чехова, как более высокую ступень в развитии литературы. Новаторство Чехова, по мнению Джерхарди, состояло в воплощении им в содержании произведений и их форме реальной действительности во всей её совокупности. По его мнению, «бесфабульность» или «бессобытийность» чеховских рассказов, не означает утрату художественной целостности.
В 1951—1952 годах вышли книги Д. Магаршака (David Magarshack) — «Чехов-драматург» и «Чехов. Жизнь». Автор систематизирует произведения Чехова. Все пьесы Чехова он делит на две группы: «прямого действия» («Платонов», «Иванов») и «непрямого действия» («Чайка», «Дядя Ваня», «Три сестры» и «Вишневый сад»). В пьесах «непрямого действия» драматургическим стержнем, по его мнению, является выявление внутренней сущности героев через их взаимоотношения. В пьесах «прямого действия» каждый акт завершается традиционной концовкой, а диалоги произносятся с соблюдением театральных условностей.
У. Х. Брэфорд в книге «Антон Чехов» разделяет рассказы Чехова «социальные» и «психологические». К социальным рассказам он относит «Огни», «Пари», «Княгиня», «Бабы», повесть «Три года» и др. В них Чехов проявляет интерес к какой-то социальной группе. К «психологической новелле» он относит рассказы «Именины», «Припадок», «Скучная история», «Дуэль». В них писатель интересуется отдельной личностью.
Проблемы женоненавистничества Чехова разбирала в своей книге Анна Маколкин. По её мнению, Чехов, как и Сомерсет Моэм, искренне ненавидели женщин. С её точки зрения, эти писатели ответственны за «создание женоненавистнического семиотического механизма». В сборнике «Читая Чехова» Марена Сендерович анализировала псевдонимы Чехова. Писательница пришла к выводу, что они «отражают противоречивое отношение Чехова к своему мастерству и его сомнения в отношении осуществления своих замыслов».
В книге «Чехов: его жизнь» литературовед Гордон МакВей анализирует письма Чехова и пытается открыть в них о жизни Чехова то, что не описано в произведениях писателя.
К жанру критико-биографических разборов относятся книги Дональда Рейфилда «Чехов. Эволюция художественного метода» и «Жизнь Чехова». Последняя на сегодняшний день является самым крупным жизнеописанием писателя, выполненным с использованием архивных материалов.
Влияние драматургии Чехова в Америке связано с постановками пьес Чехова в Московском Художественном театре и с работами К. С. Станиславского. В 1924 году в США был издан перевод книги Станиславского «Моя жизнь в искусстве». Московский художественный театр гастролировал в США в 1923 и 1924 годах. После успешных гастролей московского театра в Нью-Йорке ставили спектакли Чехова на английском языке местные театры.
В Китае переводчики проявили больший интерес к рассказам Чехова. Они стремились донести до читателей богатство языка и выразительных средств писателя. Ван Пу в монографии «Русская литература в Китае» (1991) писал о необходимости сравнений творчества Чехова и китайских писателей Лу Синя, Е Шэнтао, Шэнь Цунвэня, Цао Юя.

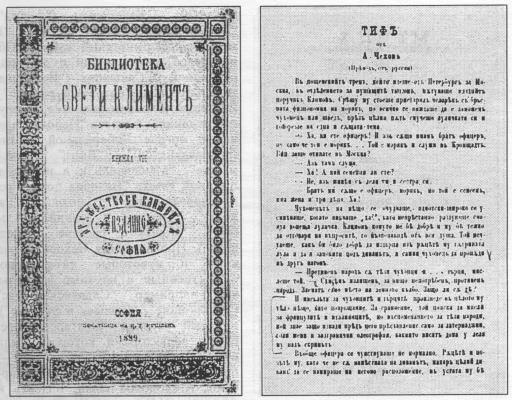
Обложка журнала «Библиотека Свети Климент» (Болгария, 1889, № 7) и первая страница рассказа Чехова «Тиф»

В Японии интерес к Чехову существовал даже во время войны. В 1942 году там была издана книга А. Дермана «Антон Чехов», перевод Оцука, а в 1943 году — сборник «Статьи и очерки о Чехове», перевод Накамура Тору. За 1960—1976 годы в Японии вышло в свет 13 книг и 54 статьи о Чехове.
Во Франции Чехов стал классиком позднее, чем в Англии. Популярность писателя достигла своего апогея к 50-м годам XX века связана с постановками его спектаклей во многих театрах страны, кинофильмам по его произведениям, изданию его собрания сочинений в издательстве «Editeur Français Réunis», изданию сборников его произведений.
Первыми открыли значение Чехова во Франции Людмила и Жорж Питоевы, приехавшие в страну в 1920-х годах. В 1929 году они поставили здесь спектакль «Три сестры». Французский писатель Жозеф Кессель назвал пьесу «Три сестры» исторической. В 1954 году в Париже гастролировал МХАТ, показавший спектакли «Дядя Ваня», «Три сестры» и «Вишневый сад». В 1960—1983 годах во Франции были изданы книги, статьи и исследования о Чехове, его художественной прозе и драматургии. Французские чеховеды: Софи Лаффит («Чехов и Толстой»), Эмма Сегур-Даллони («Чехов на Лазурном берегу»), Самюэл Кернер («Антон Чехов — дрейфусар») и др. изучали биографию Чехова; Жан Фужер («Новелла, искусство будущего»), Пьер де Лескюр (Чехов-спутник"), Марсель Брион, Пьер Роллан («Чехов и тоска по счастью»), Квентин Ритцен и др. писали об искусстве Чехова-новеллиста.
В Германии с творчеством Чехова читатели познакомились ещё при жизни писателя. В 1890 году в издательстве «Карл Райснер» появился сборник рассказов писателя «Русские люди». В Германии (Баденвейлер) в 1904 году Чехов и скончался. Первоначальным у немцев сложился образ пессимистичного писателя, показывающего мрачные стороны жизни. Ида Аксельрод была не согласна с таким взглядом. По её мнению, Чехов был первостепенным писателем-оптимистом. Исследования о Чехове в Германии писали Ганс Гальм, Адриан Дитрих, В. Дювель и другие. Произведениями Чехова интересовались немецкие писатели: Райнер Мария Рильке, Лион Фейхтвангер, Герхард Гауптман, Томас Манн, Клаус Хаммель, Ева Штритматтер («Доктор Чехов»).
В Болгарии первым переведенным (перевод П. П. Славейкова) произведением А. П. Чехова в 1889 году был рассказ «Тиф». В этом же году в Болгарии в журнале «Мода и домакинство» появились критические отзывы о писателе. Собрание сочинений готовилось с 1904 по 1911 год. Вышло в свет пять томов. Шестой том не был выпущен по причине войны на Балканах (1912—1913) и последующей Первой мировой войны (1915—1918). После Второй мировой войны болгарская критика от мыслей о безыдейности произведений Чехова перешла к утверждению, что Чехов на склоне лет задумался о революционном преобразовании мира. Болгарское чеховедение развивали П. Русева, П. Зарева («Стиль и художественность»), Т. Борова («Чехов и Болгария»), Е. Станев («Наш учитель»), С. Русакиев, Г. Германов, К. Зидаров и др.
В МГУ на филологическом факультете было проанализировано около 600 произведений А. Чехова, в их число вошли оконченные прозаические и драматические произведения (17 пьес и 583 повестей и рассказов), и создан частотный грамматико-семантический словарь языка художественных произведений А. П. Чехова. Основой для Словаря стал «Электронный корпус художественных произведений А. П. Чехова», базирующийся на «Полном собрании сочинений и писем» А. П. Чехова (в 30 т., М.: Наука, 1974—1983). Словарь облегчает исследователям изучение особенностей языка и творчества Чехова.